# Federico Ponce Vaides
Juan Federico Ponce Vaides (27 de marzo de 1889 - 29 de enero de 1956) fue un político y militar guatemalteco, presidente de Guatemala del 4 de julio de 1944 al 20 de octubre de 1944. Fue contra su gobierno que se gestó la llamada Revolución de octubre de 1944.

## Biografía
Ponce Vaides nació en una familia adinerada de clase alta en Cobán, Alta Verapaz. Su padre fue Mariano Ponce Contreras, su madre Victoria Vaides Arrivillaga. Durante el gobierno de Manuel Estrada Cabrera, Vaides participó en la Campaña Nacional de 1906 contra Honduras y El Salvador. Después de eso, se convirtió en comandante y líder político en diferentes departamentos del estado. Después de la caída de Cabrera en 1920, perdió a su hermano, quien fue ejecutado durante un levantamiento popular.

## Ascenso al poder

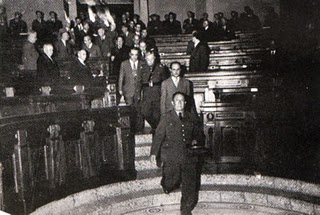
Federico Ponce Vaides toma posesión

Los escritores liberales han dicho que Ubico Castañeda renunció luego de los acontecimientos de los últimos días de junio de 1944 para evitar un inútil derramamiento de sangre en el país.; pero, por su parte, los opositores a su régimen indican que lo hizo para darle un escarmiento a Guatemala, y que por eso dejó en su lugar a los tres militares más beodos e incompetentes de su plana mayor: Eduardo Villagrán Ariza, Buenaventura Pineda y Ponce Vaides.
| Cuentan que cuando la situación estaba ya inclinándose a favor de la renuncia de Ubico Castañeda, los altos jerarcas del Ejército de Guatemala conferenciaron para determinar a quienes nombrar para una comisión que le pregunta al Presidente de la República a quien pensaba nombrar como sus sucesor para tan alto cargo. Los militares determinaron que lo más prudente era comisionar para esto a los generales que tuvieran menos jerarquía dentro de la institución armada guatemalteca: Eduardo Villagrán Ariza, Federico Ponce Vaides y Buenaventura Pineda. Estos solicitaron la correspondiente entrevista con el Presidente, la cual, aparentemente, transcurrió en términos como éstos: - Permiso para hablar con el Señor Presidente... Ubico Castañeda, quien acostumbraba a no apartar la vista de sus documentos mientras atendía a sus visitantes, contestó sin mirarles: - Sí, ¿qué quieren? Los generales, temerosos, continuaron: - Entre los miembros de su Plana Mayor, se quisiera saber que si en caso, ¡que Dios no lo permita!, su Excelencia llegara a faltar quien consideraría Usted que es el más apropiado para sucederle. Sin pensarlo siquiera, Ubico Castañeda levantó la vista un momento, y señalándoles con su pluma fuente contestó: - ¡Ustedes tres! —Tomado de: Entrevista con miembro de las juventudes universitarias que participaron en los sucesos de junio de 1944. Realizada el 10 de abril de 1984. |

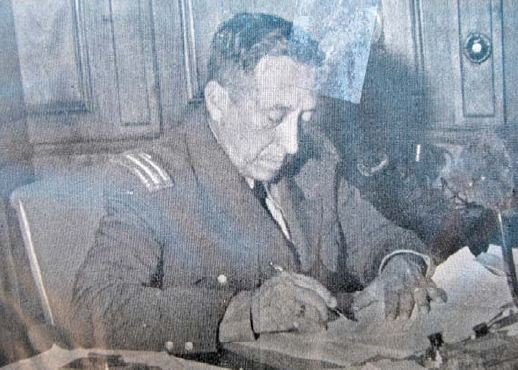
Primer día de Ponce Vaides en la presidencia

Ya en el poder, a Ponce Vaides le correspondía llamar a elecciones, lo cual fue aprovechado por los activistas civiles que se habían movilizado para derrocar el gobierno de Ubico para exigir a la asamblea que se designara como presidente interino al Dr. Carlos Federico Mora, reconocido profesional universitario. Llegaron incluso a enviar comisiones para ir a traer a cada uno de los diputados que faltaban para hacer quorum a su casa de habitación. Ya con los diputados necesarios, el acto de la Asamblea Legislativa se estaba desarrollando con toda intensidad, cuando ingresó al recinto legislativo un contingente de soldados al mando del coronel Alfredo Castañeda y una compañía de Cadetes de la Escuela Politécnica al mando del capitán Jacobo Árbenz Guzmán y ordenaron a todos los presentes desalojar el recinto. Tras el desalojo forzado de la Asamblea, los militares impidieron a los diputados que se retiraran, y estos designaron a Ponce Vaides como presidente, en una sesión a puerta cerrada.  A los pocos días de haber llegado al poder, obligó a los indígenas que vivían en la capital del país, a desfilar con garrotes para intimidar a la población civil.

## Muerte de Alejandro Córdova
En la madrugada del 1 de octubre de 1944, el periodista Alejandro Córdova y el industrial Fredy Koenisberger asistieron a una reunión y a eso de las 3 de la mañana se dirigieron a la Villa de Guadalupe, donde vivía Córdova.  Cuando estacionaron frente al chalet las Gardenias fueron interceptados por un grupo de hombres armados. Uno de ellos les dijo: “Dos palabras”. Y Córdova le respondió: “¿Qué quiere, amigo”?  Entonces les dispararon
Los autores del atentado corrieron hacia una camionetilla que los esperaba los esperaba Humberto Mendizábal Amado; se dirigieron al Tercer Destacamento de Policía, en el barrio de San Pedrito y dejaron abandonada la camionetilla.  Momentos después se despidieron y Paiz Madrid, jefe del grupo, les dijo que tenían que separarse y que no olvidaran presentarse al despacho del coronel Evaristo Orozco para informarle de que habían cumplido la misión. Todos los autores materiales fueron capturados al caer el gobierno de Ponce Vaides el 20 de octubre de 1944, pero Madrid y del Cid escaparon de la cárcel
Con el nuevo Gobierno, la Policía Nacional fue sustituida por la Guardia Civil y prometieron capturar a los prófugos en el menor tiempo posible; el 22 de octubre, unos guardias que rondaban por Gerona vieron a un individuo sospechoso y lo reconocieron como Federico Paiz Madrid. En la 16 avenida y Callejón del Administrador, hoy 15 calle “A” –según el reporte de las autoridades- “Madrid los atacó a balazos y ellos para defender sus vidas le dispararon hasta darle muerte". El resto de los asesinos de Córdova fueron sentenciados a muerte en Primera Instancia, pero en Segunda Instancia, las condenas quedaron así: Luis Ochoa del Cid y José Muñoz Herrera, 30 años de prisión y Humberto Mendizábal Amado, 20 años.

## La Escuela Normal
A finales del gobierno del general Ubico la Escuela Normal para Varones estaba militarizada y para su funcionamiento se integraba de una unidad administrativa a cargo de militares de profesión y encargada de impartir órdenes y disciplina castrense, y una unidad académica integrada por un claustro de catedráticos civiles encargados de la enseñanza.  La escuela se caracterizaba entonces por tener un internado obligatorio, régimen y disciplina militar, estudiantes becados en condiciones económicas bastante reducidas, predominio de alumnos de la provincia, y un claustro altamente calificado liderado por Luis Martínez Mont.  Los estudiantes de esa época sufrieron arrestos indefinidos, palabras grotescas, golpes y prácticas militares agotadoras de tres y cuatro horas diarias, en menoscabo de las horas de estudio.
Los estudiantes de la Escuela Normal solicitaron a Ponce Vaides la desmilitarización del plantel el 15 de julio de 1944, pero no fueron atendidos. Alentados por las circunstancias, insistieron y el nuevo gobierno les otorgó la desmilitarización del establecimiento educativo. Los normalistas fueron reunidos en los corredores de la Escuela Normal para escuchar la orden militar del día, que trató sobre la desmilitarización de la Escuela Normal. Los estudiantes fueron desarmados y rompieron filas.  El 1.º de agosto el personal administrativo de la Escuela Normal quedó integrado de la siguiente forma:
- Director: Jorge Luis Arriola
- Subdirector: Prof. Manuel Chavarría Flores
- Inspectores: Profesores: Fermín García, Eloy Amado Herrera, Víctor Manuel Valdés, César Julio Mérida y Juan José Guerrero.
- Secretario: Profesor Alberto Arriaga.[7]

Durante esta corta administración, la administración de la Escuela Normal mejoró la alimentación de los internos, cambió a los inspectores, desarrolló el arte literario y fomentó las relaciones inter-escolares que no existían hasta entonces.  Las primeras visitas fueron de las alumnas del Instituto Normal Central para Señoritas Belén y luego se establecieron los jueves deportivos donde se invitaban a institutos de secundaria de la Ciudad de Guatemala para practicar encuentros deportivos, tanto de mujeres como de hombres. Estos cambios hicieron que el presidente Ponce Vaides viera con recelo a la Escuela Normal, por lo que destituyó a Jorge Luis Arriola el 25 de septiembre de 1944 y nombró como director en su lugar a Carlos Alberto Quintana quien era miembro activo del Partido Liberal y a quien la institución declaró non grato. Como protesta, renunciaron los profesores de la administración y los estudiantes emprendieron varias acciones:
- elaboraron un manifiesto pidiendo la reinstalación del Dr. Arriola como director
- hicieron aclaraciones a la prensa para salvar al Dr. Arriola
- emprendieron jornadas de protesta para la liberación de su director
- convocaron a una huelga general en que los internos abandonaron el edificio de la Escuela.[7]

La huelga convocada por los estudiantes normalistas fue el punto determinante y precursor de la Revolución del 20 de octubre de 1944. José Luis Arriola había sido encarcelado en la Penitenciaría Central de Guatemala; cuando lo encontraron los estudiantes universitarios tras el triunfo de la revolución, estaba tendido sin conocimiento en una mazmorra de la penitenciaría. Los últimos días de octubre los estudiantes normalistas prestaron servicio en la Guardia Civil a favor de la revolución, dada su preparación militar que habían tenido; después entregaron la indumentaria y armas. Los estudiantes expulsados fueron nuevamente admitidos en la Escuela Normal y el 1.º de noviembre iniciaron las clases, por decreto de la Junta Revolucionaria de Gobierno. El nuevo director fue Arnulfo Maldonado y José Luis Arriola fue nombrado Ministro de Educación.

## Revolución de Octubre

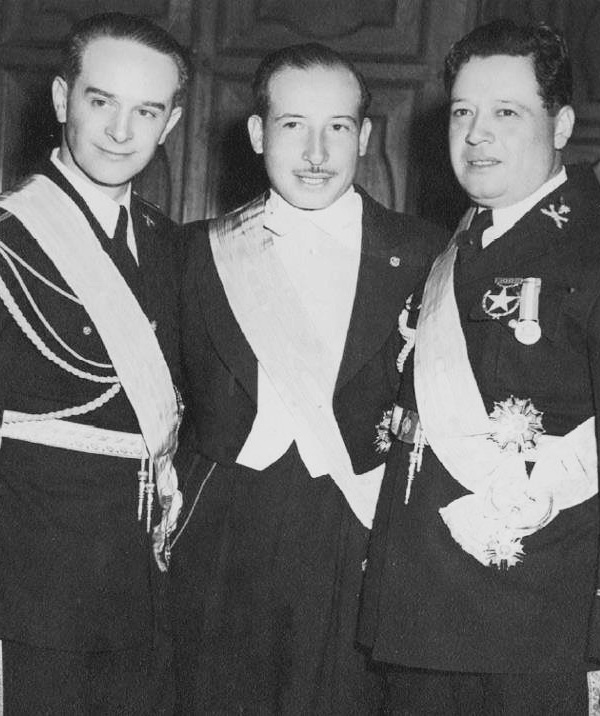
Junta de gobierno de 1944

El 20 de octubre de 1944, tras 109 días en el poder, su gobierno fue derrocado por el pueblo en armas apoyado por los militares del fuerte de la Guardia de Honor, que era comandado por el entonces mayor Francisco Javier Arana.  Ponce Vaides se tuvo que asilar en la embajada de México, la cual estaba frente al Palacio Nacional en la ciudad de Guatemala, y fue sustituido por una Junta Revolucionaria de Gobierno formada por el mayor Arana, el capitán Arbenz Guzmán y el ciudadano Jorge Toriello Garrido

## Información adicional
- Fue degradado de las filas del ejército por el gobierno revolucionario junto al general Ubico Castañeda por considerarse persona indigna para la institución.[9]
- El general Ponce Vaides era un dipsónamano consetudinario, y se cuenta que por esa razón estaba aislado del gobierno durante el régimen de Ubico Castañeda.  Durante su aislamiento, frecuentaba bares de la ciudad de Guatemala junto con unos borrachines con quienes se reunía en el antiguo Parque Central frente a la Catedral Metropolitana; pero cuando llegó al poder, no olvidó a sus amigos de francachelas y los invitó a la Casa Presidencial a departir con él en una ocasión.[10]
- Se encontraba en una casa cerrada cuando se iniciaron las hostilidades en la noche del 19 de octubre de 1944, y tuvo que retirarse de emergencia al enterarse de la situación.[11]

| Predecesor: Jorge Ubico | Presidente de Guatemala 4 de julio de 1944 - 20 de octubre de 1944 | Sucesor: Junta Revolucionaria de Gobierno |